# Ernest Filip Oskar Lundberg
Ernest Filip Oskar Lundberg (31 de dezembro de 1876 - 2 de junho de 1965) foi um atuário sueco.
Lundberg foi um importante pesquisador da Teoria do Risco. Graduou-se em matemática na Universidade de Uppsala no ano de 1896. Passou então a dedicar-se ao estudo e ao mercado de seguros.
Em 1903 apresentou seu trabalho mais importante: Approximations of the Probability Function/Reinsurance of Collective Risks, sua tese de doutorado na qual introduz o processo de Poisson no estudo da Teoria da Ruína.